# Васнюв
Васнюв (пол. Waśniów) — село в Польщі, у гміні Васнюв Островецького повіту Свентокшиського воєводства.
Населення — 443 особи (2011).

## Демографія
Демографічна структура на день 31 березня 2011 року:
|          | Загалом | Допрацездатний вік | Працездатний вік | Постпрацездатний вік |
| -------- | ------- | ------------------ | ---------------- | -------------------- |
| Чоловіки | 211     | 51                 | 144              | 16                   |
| Жінки    | 232     | 47                 | 139              | 46                   |
| Разом    | 443     | 98                 | 283              | 62                   |